# Област Ивасе
Област Ивасе (јап. 岩瀬郡) Iwase-gun се налази у префектури Фукушима, Јапан.
2003. године, у области Ивасе живело је 31.847 становника и густину насељености од 83,50 становника по км². Укупна површина је 381,38 км².

## Вароши и села
- Кагамииши
- Тенеј

## Спајања
- 1. априла 2005. године варош Наганума и село Ивасе спојени су граду Сукагава.